# Firkløft
Firkløft (Cotula coronopifolia) er en plante i kurvblomst-familien.
I Danmark er arten sjælden på strandenge, kun kendt fra Thyborøn, Lemvig, Ishøj Strandenge og Nissum.